# Santa Cruz (álbum)
Santa Cruz (estilizado como Santacruz) es el segundo álbum de estudio del grupo español de indie rock Supersubmarina, publicado el 22 de mayo de 2012 por el sello Octubre / Sony Music. El disco fue grabado en los estudios Laviña de Baeza (Jaén), mezclado en los estudios Castle of Doom de Glasgow y masterizado en Sterling Sound (Nueva York). La producción estuvo a cargo del escocés Tony Doogan, ingeniero y productor escocés que ha grabado y producido a bandas como Belle & Sebastian, Teenage Fanclub, Mogwai, Hefner, Mojave 3 o Russian Red.

### Contexto y publicación
Tras el éxito de su álbum debut Electroviral (2010) y el EP Realimentación (2011), Supersubmarina comenzó a trabajar en Santa Cruz a finales de 2011. El álbum fue concebido como una evolución natural de su sonido, incorporando una producción más elaborada y una mayor diversidad de matices sonoros. El primer sencillo, En mis venas, fue lanzado el 24 de abril de 2012 y alcanzó el número uno en ventas en iTunes España.

### Estilo musical y letras
Santa Cruz mantiene las señas de identidad del grupo, con un estilo que combina el indie rock y el pop alternativo. Las letras del álbum abordan temas como el amor, la introspección y las dudas existenciales. La crítica especializada destacó la evolución sonora del grupo, con una producción más cuidada y una mayor profundidad en las composiciones.

### Recepción
El álbum debutó en el número tres de la lista de ventas en España en su primera semana. La crítica recibió el disco de manera positiva, destacando la madurez del grupo y la calidad de la producción. Santa Cruz consolidó a Supersubmarina como una de las bandas más destacadas del panorama indie español de la década de 2010.

## Lista de canciones
| N.º | Título                        | Duración |  |
| 1.  | «Hermética»                   | 3:58     |  |
| 2.  | «Canción de guerra»           | 3:52     |  |
| 3.  | «En mis venas»                | 4:29     |  |
| 4.  | «De las dudas infinitas»      | 4:11     |  |
| 5.  | «Para dormir cuando no estés» | 3:43     |  |
| 6.  | «Tecnicolor»                  | 4:14     |  |
| 7.  | «Santacruz»                   | 3:45     |  |
| 8.  | «Hogueras»                    | 4:07     |  |
| 9.  | «El baile de los muertos»     | 4:30     |  |
| 10. | «Tu saeta»                    | 4:10     |  |
| 11. | «Cometas»                     | 4:05     |  |

## Créditos
- José, Chino, Marín – Voz y guitarra rítmica
- Jaime Gutiérrez – Guitarra solista y coros
- Antonio, Pope, Cabrera – Bajo
- Juan Carlos, Juanca, Gómez, – Batería